# Arrià (astrònom)
Arrià fou un astrònom romà del temps d'Erastòtenes que va escriure un llibre sobre meteorits i un sobre cometes. D'aquest darrer es conserven alguns fragments.